# Hulpkruiser-Oorlogsinsigne
Het Hulpkruiser-Oorlogsinsigne (Duits: Kriegsabzeichen für Hilfskreuzer) was een Duitse onderscheiding tijdens de Tweede Wereldoorlog. Het werd uitgereikt aan officieren en bemanningsleden op hulpkruisers in dienst van de Kriegsmarine. Het werd ingevoerd op 24 april 1941 door grootadmiraal Erich Raeder om de inzet van de dragers te waarderen. Deze onderscheiding kon ook postuum worden uitgereikt. Deze onderscheiding mag tegenwoordig gedragen worden, mits ontdaan van de hakenkruis.
De onderscheiding werd ontworpen door de Berlijnse grafisch kunstenaar Wilhelm Peekhaus. De onderscheiding werd eerst van brons vervaardigd, later van zink. Op de onderscheiding werd een Vikingschip afgebeeld in een krans van eikenbladeren.

## Kwalificatie voor de toekenning[3][12]
1. Als erkenning voor in de strijd tegen Engeland;
2. Personeel wat tijdens een operatie gewond raakte, kreeg automatisch het insigne;
3. Personeel wat sneuvelde tijdens een operatie.

De kwalificaties voor toekenning van het Hulpkruiser-Oorlogsinsigne werden later gewijzigd:
1. Algemene voorwaarden: Waardigheid, goed leiderschap.
2. Bijzondere voorwaarden: Aantoonbare staat van dienst op het gebied van succesvolle langeafstandsreizen.

## Hulpkruiser-Oorlogsinsigne met Briljanten
Een speciale versie, met 15 kleine diamanten ingelegd op de swastika, werd in januari 1942 gepresenteerd door grootadmiraal Raeder aan Kapitän zur See Bernhard Rogge, de commandant van de succesvolle Duitse hulpkruiser Atlantis.

## Draagwijze
Het Hulpkruiser-Oorlogsinsigne werd als Steckkreuz op de linker borstzak van de uniform gedragen. Als de persoon onderscheiden was met het IJzeren Kruis 1939, 1e Klasse werd het Hulpkruiser-Oorlogsinsigne iets lager gedragen.